# Geneviève Dulude-De Celles
Pour les articles homonymes, voir Dulude et De Celles.
Geneviève Dulude-De Celles est une réalisatrice québécoise, qui a reçu une nomination au prix Écrans canadiens de la meilleure réalisation lors de la 7e édition des prix Écrans canadiens en 2019 pour son premier long métrage Une colonie.
Elle a précédemment réalisé le court métrage La Coupe, qui a été nommé pour le meilleur court métrage de fiction aux 3e prix Écrans canadiens en 2015, et le film documentaire Bienvenue à F.L..